# محمد حدرب
محمد حدرب (مواليد 6 نوفمبر 1984 في الأردن) هو لاعب كرة سلة أردني محترف. يلعب مع الدوري الأردني لكرة السلة. كما أنه عضو في منتخب الأردن لكرة السلة.

## معلومات شخصية
- المواليد: 6/نوفمبر/1984
- السن: 36 سنة
- المدينة: الكويت
- الجنسية: الأردنية
- الميداليات: الميدالية البرونزية - المركز الثالث 2009 فيرق تيانجين

## الحياة المهنية
ظهر حمدان لأول مرة في المنتخب الأردني في بطولة آسيا لكرة السلة لعام 2009. و قد ساعد الفريق في الوصول إلى المركز الثالث على المستوى الوطني من خلال تحقيق متوسط 5.3 نقاط و 3.4 ريباوند لكل مباراة على مقاعد البدلاء. كان المركز الثالث يعني أن الأردن تأهل لبطولة العالم FIBA الأولى على الإطلاق.